# (598) Octavia
(598) Octavia – planetoida z pasa głównego asteroid okrążająca Słońce w ciągu 4 lat i 215 dni w średniej odległości 2,76 au. Została odkryta 13 kwietnia 1906 roku w Landessternwarte Heidelberg-Königstuhl w Heidelbergu przez Maxa Wolfa. Nazwa planetoidy pochodzi od Oktawii, siostry pierwszego rzymskiego cesarza Augusta Oktawiana, która została drugą żoną Marka Antoniusza. Przed nadaniem nazwy planetoida nosiła oznaczenie tymczasowe (598) 1906 UC.